# 明野団地
明野団地（あけのだんち）は、大分県大分市の市街地東部にある住宅団地である。

## 概要
1959年からの大分臨海工業地帯の開発、及び、1964年の新産業都市指定に伴い進出する企業の従業員の住宅地として、新住宅市街地開発法の適用を受けた新住宅市街地開発事業により、大分臨海工業地帯の後背地である明野台地に建設された。開発面積185万m2、計画戸数6,500戸の大分県内では最大規模の住宅団地である。
かつては原野であったが、第二次世界大戦後に入植が行われ、明治村猪野の一部であったことから、明野と名付けられた。また、明野には「拓かれた野」という意味もあるとされる。
開発の経緯を受けて、公営住宅・分譲マンションのほか、新日本製鐵及びその関連企業（昭和電工、JX日鉱日石エネルギーなど）の社宅も多数存在することが特徴であり、居住者は、転勤による大分県外からの転入者が多く、県外からの転入者が約4割を占めた。
ピーク時の2001年には人口が約2万4千人を数えたが、以後は減少傾向にあり、2014年5月末時点の人口は22,493人。また、高齢化が進行し、地区内にある小学校3校の児童数は最盛期の半分以下になっている。
一方で、老朽化した企業社宅を取り壊し、跡地に戸建て住宅やマンションを建設するという新しい試みも行われている。
また、明野北では、従来の社宅の近傍に、新しい社宅も建てられている。

## 人口
- 世帯数 - 9,385世帯
- 人口 - 22,493人

（明野地区、2014年5月末現在）

## 沿革
- 1964年（昭和39年） - 大分工業高等専門学校が開校。高城団地造成開始。
- 1965年（昭和40年）11月[3] - 大分県住宅供給公社によって明野第1工区（緑町）から造成に着手。
- 1967年（昭和42年） - 明野第1工区への入居開始。明野第2工区（西町）造成開始。則小池造成開始。
- 1968年（昭和43年） - 明野第3工区（北町、元町）造成開始。
- 1969年（昭和44年） - 明野第4工区（東町、旭町、南町）造成開始。明野駐在所開設。
- 1970年（昭和45年） 3月28日- 明野北町に、大分明野郵便局開局。
- 1970年（昭和45年）7月 -　第1回明野まつり開催。（奥山公園）高城台造成開始。
- 1971年（昭和46年）4月 -　明野西小学校開校。
- 1971年（昭和46年） - 明野第5工区（日の出町）造成開始。
- 1971年（昭和46年）10月16日 - トキハインダストリー明野センター（現、あけのアクロスタウン）オープン。
- 1972年（昭和47年）4月 -　明野東小学校、明野中学校開校。

明野派出所開設。明野消防署開設。大分市役所明野出張所開設。
- 1973年（昭和48年） -　明野南～下郡までの新道開通。
- 1973年（昭和48年） - 緊急指定病院となる明野中央病院開院。
- 1974年（昭和49年） - ニュー明野タウン（現、明野高尾）造成開始。
- 1975年（昭和50年） 4月-　明野北小学校開校。
- 1976年（昭和51年） - 大分高校が現在地に移転。
- 1978年（昭和53年） - 明野音頭レコード発売。（作詞:加地静日、改作詞、作曲:本間繁義、歌唱：冠二郎）以後明野まつり最終日に於いて、鶴崎おどり、チキリンばやし、明野音頭の順に踊られる。
- 1979年（昭和54年） - 第1回明野大体育祭開催（明野西小グラウンド、現在は明野中学校グラウンド）
- 1986年（昭和61年） - 丸尾山公園を改め、高尾山自然公園としてリニューアル。
- 1988年（昭和63年） - 行政区分変更に伴い、丁目表示制に移行。明野北に、明治明野公民館開館。
- 1990年（平成2年） - パークシティ明野造成開始。
- 1995年（平成7年） - 明野交番新築移転。
- 1996年（平成8年） - 市道萩原東明野線新道開通。明治明野公民館に「こどもルーム」開設。第1回明野芸能祭開催。
- 1999年（平成11年） - 明野西小学校新体育館落成。
- 2003年（平成15年） - 中央消防署明野出張所開設。
- 2004年（平成16年） - 明野東小学校新体育館落成。
- 2007年（平成19年） - 明野センターを拡張し、あけのアクロスタウンオープン。
- 2010年（平成21年） - 証明書自動交付サービス開始。
- 2016年（平成28年） - 明野団地開発50周年記念式典挙行。
- 2018年（平成30年） - 大分市明野出張所が明野支所に昇格。

## 施設

### 教育
- 大分工業高等専門学校
- 大分中学校・高等学校
- 明野中学校
- 明野東小学校
- 明野西小学校
- 明野北小学校

### 商業施設
- あけのアクロスタウン